# Tubaria romagnesiana
Tubaria romagnesiana är en svampart som beskrevs av Arnolds 1982. Tubaria romagnesiana ingår i släktet Tubaria och familjen Inocybaceae.   Inga underarter finns listade i Catalogue of Life.